# Butler County, Missouri
Butler County är ett administrativt område i delstaten Missouri, USA, med 42 794 invånare. Den administrativa huvudorten (county seat) är Poplar Bluff. 

## Geografi
Enligt United States Census Bureau har countyt en total area på 1 810 km². 1 808 km² av den arean är land och 3 km² är vatten. 

### Angränsande countyn
- Wayne County - nord
- Stoddard County - öst
- Dunklin County - sydost
- Clay County, Arkansas - syd
- Ripley County - väst
- Carter County - nordväst